# Masoncus pogonophilus
Masoncus pogonophilus (лат.) — вид мирмекофильных пауков из семейства линифиид (Linyphiidae). Эндемики США: округ Леви, Флорида. Тело мелкое, длина около 2 мм. Длина самца от 1,6 до 2,1 мм, самок — от 1,5 до 1,9 мм. Головогрудь и ноги оранжевые, брюшко  серое. Обитает в гнёздах муравьёв вида Pogonomyrmex badius (Latreille) (Formicidae). Пауки обнаружены в гнездовых камерах на глубине от 26 до 46 см, питаются коллемболами. Во время переселений муравьёв в новые муравейники вместе с ними по их тропам переселяются и мирмекофильные пауки и коллемболы.
Вид был впервые описан в 1995 году американским арахнологом Паулой Кушинг (Paula E. Cushing; Department of Zoology, University of Florida, Гейнсвилл,  Флорида, США) и назван по имени муравья-хозяина. От двух близких видов — Masoncus conspectus (Gertsch & Davis, 1936) (Техас) и Masoncus arienus Chamberlin, 1949 (Аризона) — отличается отсутствием шипиков на хелицерах у самцов и самок.